# 幻想水滸伝V
『幻想水滸伝V』（げんそうすいこでんファイブ）は、コナミより2006年2月23日に発売されたPlayStation 2用コンピュータRPG作品である。『幻想水滸伝シリーズ』の第5作目である。キャッチコピーは「すべてを、奪還する。」。
2006年12月7日にはPlayStation 2 the Best版が発売されている。

## 概要
シリーズ前作である『幻想水滸伝IV』と同様に、セーブデータのコンバートは採用されておらず、セーブデータを引き継いで繰り返しプレイする周回制を採用している。ストーリーは前作『幻想水滸伝IV』の141年後、シリーズ第1作の『幻想水滸伝』の8年前から始まっており、ゲオルグ・プライムやローレライなど『幻想水滸伝』から『幻想水滸伝III』に登場したキャラクターが再登場している。
旧作と比較すると、フリーで仲間にできるキャラクターが、何らかの形でストーリーに関わる頻度が高くなっていることが特徴である。また、旧作では単にゲームオーバーとなったケースでバッドエンドとなるなど、バッドエンドのパターンが多いのも特徴である。

## ストーリー

### あらすじ
27の真の紋章の1つ「太陽の紋章」と大河フェイタスの祝福を受け、豊かな国土に恵まれたファレナ女王国。代々女王が治めるこの国は、700年以上の繁栄を続けていた。
太陽暦446年、女王アルシュタート・ファレナスが最も信を置く元老ロヴェレ家の領地ロードレイクの民が暴動を起こす。暴徒は王家が管理する東の離宮を襲い、王家が継承する「黎明の紋章」が行方不明となってしまう。軍師ルクレティア・メルセスの進言に従い「太陽の紋章」を宿したアルシュタートは、紋章の力でロードレイクの大地を干上がらせ、ロヴェレ家を一族全員処刑してしまう。
それから2年後の太陽暦448年。アルシュタートの王子である主人公は、復興すら許されないロードレイクを訪れていた。この時は誰も、待ち受けているすべてを奪還するための戦いの運命を知る由もなかった。

### 約束の石版
幻想水滸伝シリーズで主人公の仲間になる108のキャラクターのことを108星といい、そのキャラクターの名前がある場所にある石版に記載されている。
| 宿星   | キャラクター名           | 宿星   | キャラクター名 |
| 天魁星 | 主人公                   | 天罡星 | ラージャ       |
| 天機星 | ルクレティア             | 天間星 | ゼラセ         |
| 天勇星 | クレイグ                 | 天雄星 | ガレオン       |
| 天猛星 | ボズ                     | 天威星 | ナクラ         |
| 天英星 | リオン                   | 天貴星 | タルゲイユ     |
| 天富星 | エレシュ または ユーラム | 天満星 | ダイン         |
| 天弧星 | カイル                   | 天傷星 | ゼガイ         |
| 天立星 | イサト                   | 天捷星 | ハスワール     |
| 天暗星 | ベルクート               | 天佑星 | ノーマ         |
| 天空星 | アックス                 | 天速星 | キャザリー     |
| 天異星 | ゲオルグ                 | 天殺星 | エルンスト     |
| 天微星 | キリィ                   | 天究星 | シュラ         |
| 天退星 | シュン                   | 天寿星 | ベルナデット   |
| 天剣星 | ヴォリガ                 | 天平星 | ランス         |
| 天罪星 | ワシール                 | 天損星 | フレイル       |
| 天敗星 | オロク                   | 天牢星 | ヨラン         |
| 天彗星 | ニック                   | 天暴星 | ヴィルヘルム   |
| 天哭星 | ミューラー               | 天巧星 | トーマ         |
| 地魁星 | シウス                   | 地煞星 | レーヴン       |
| 地勇星 | シンロウ                 | 地傑星 | ジーン         |
| 地雄星 | ノルデン                 | 地威星 | イザベル       |
| 地英星 | マティアス               | 地奇星 | ラハル         |
| 地猛星 | リューグ                 | 地文星 | ガンデ         |
| 地正星 | バシュタン               | 地闊星 | ローレライ     |
| 地闘星 | ゲッシュ                 | 地強星 | フワラフワル   |
| 地暗星 | リヒャルト               | 地軸星 | ワボン         |
| 地会星 | ルセリナ                 | 地佐星 | ラニア         |
| 地佑星 | モンセン                 | 地霊星 | シルヴァ       |
| 地獣星 | ムラード                 | 地微星 | ガヴァヤ       |
| 地急星 | ハヅキ                   | 地暴星 | モルーン       |
| 地然星 | レヴィ                   | 地好星 | シグレ         |
| 地狂星 | サギリ                   | 地飛星 | マリノ         |
| 地走星 | バベッジ                 | 地巧星 | ハレス         |
| 地明星 | ニフサーラ               | 地進星 | ヤール         |
| 地退星 | ネリス                   | 地満星 | ムルーン       |
| 地遂星 | アズラッド               | 地周星 | ベゲン         |
| 地隠星 | ミアキス                 | 地異星 | シャルミシタ   |
| 地理星 | ズンダ                   | 地俊星 | ソレンセン     |
| 地楽星 | コルネリオ               | 地撻星 | ビッキー       |
| 地速星 | ツヴァイク               | 地鎮星 | ジョセフィーヌ |
| 地稽星 | ルウ                     | 地魔星 | マルーン       |
| 地妖星 | テイラー                 | 地幽星 | オボロ         |
| 地伏星 | レレイ                   | 地僻星 | ゲンオウ       |
| 地空星 | メルーン                 | 地孤星 | ドンゴ         |
| 地全星 | フヨウ                   | 地短星 | ログ           |
| 地角星 | ラン                     | 地囚星 | シュンミン     |
| 地蔵星 | レツオウ                 | 地平星 | エグバート     |
| 地損星 | チャック                 | 地奴星 | ビャクレン     |
| 地察星 | キサラ                   | 地悪星 | ニケア         |
| 地醜星 | リンファ                 | 地数星 | フェイロン     |
| 地陰星 | フェイレン               | 地刑星 | スバル         |
| 地壮星 | ウルダ                   | 地劣星 | ミルーン       |
| 地健星 | チサト                   | 地耗星 | タカム         |
| 地賊星 | ロイ                     | 地拘星 | サイロウ       |

## 世界観
幻想水滸伝シリーズの世界観のうち、以下の地域・国家について参照。
- ファレナ女王国
- アーメス新王国
- ナガール教主国
- ゼアラント王国
- 群島諸国連合

## システム
本作特有のシステムを解説する。基本的なシステムは『幻想水滸伝シリーズ』を参照。

### 陣形
旧作では陣形は固定されていたが、本作では入手した「兵法書」に応じて陣形を切り替えることが出来る。陣形ごとに「陣形技」が設定されており、戦闘コマンドから実行できる。陣形には厳密に前衛・後衛は設定されていないが、前方1/4が前衛ポジション、後方1/4が後衛ポジションにあたる。
旧作と異なりSレンジの武器であっても後衛から攻撃が可能になっているが、前衛以外では命中率が低下する。Mレンジ武器も同様に前衛や後衛からでは命中率が低下するが、Lレンジ武器はどの位置に配置しても命中率の影響は受けない。ただし、Lレンジ武器はカウンターが出来ない。

### 戦争イベント
本作の戦争イベントはリアルタイムストラテジー形式で進行する。仲間になったキャラクターをリーダー1人と副官2人を1つのユニットとする。また、ユニットは陸上では歩行、水上では乗船しており、ユニット名も異なる。
各ユニットの耐久力は固定されており、ユニットごとの戦闘力は隊長の指揮能力と副官の補正によって決定される。また、特定の組み合わせでユニットを組んだ場合は特殊なユニット名となり、通常のユニットよりも強力なユニットとなる（例 - ヴィルヘルム+ミューラー=リンドブルム）。
陸上のユニットは大きく分けて「歩兵」「騎兵」「弓兵」、水上のユニットは「白兵船」「突撃船」「弓船」が存在する。それぞれの相性は「歩兵→弓兵→騎兵→歩兵…」「白兵船→突撃船→弓船→白兵船…」（それぞれ左側が右側に強い）となっており、弱い側に多くの負傷者が出る。また、弓兵（船）で隊長が紋章を使える場合は、紋章も使える「紋章弓兵（船）」となる。これ以外に水陸両用の部隊として「ビーバー隊」と「竜馬隊」が存在し、ビーバー隊は水上で無類の強さを発揮し、竜馬隊は両方で万能の能力を発揮する。

## 登場人物

### 主要人物

#### 王子軍
主人公
声 - 浪川大輔あるいは皆川純子（ゲーム中の設定で変更できる）
ファレナ女王国の王子。生年は不詳、ファレナ女王国ソルファレナ出身。母のアルシュタート女王と同じ銀色の髪の持ち主で、女王の勅命で各地を見て回っているため見識は広いのだが、男子ゆえに王位継承権を持たない。武器は連結式三節棍。繋ぎ方によって棒、ヌンチャク、三節棍に変化するファレナ王家の秘宝である。武術の才は抜群で、度重なる試練を経て、女王騎士を打ち負かすほどに成長する。
内乱平定後の行方はゲームの進め方によって異なり、即位した妹・リムスレーアを支えるため女王騎士長に就任するものや、人知れず旅に出るものなど。
ノベライズではゲオルグやリオンと共に旅立つという結末を迎えている。
公式とされる名前は無いが、特製メモリーカードでは「ファルーシュ」、ノベライズでは「フレイアドゥール」（通称「フレイ」）、コミックでは「アーディル」と名付けられている。
リオン
声 - 仙台エリ
ファレナ女王国の女王騎士見習い、実質的には王子専属の護衛である。太陽暦432年生まれ（16歳）、出身地は不明。幼い頃は「幽世の門」によって親元からさらわれ、訓練生として暗殺術を教え込まれていたが、実際に暗殺を命じられるよりも前に幽世の門が解体され、フェリドによって保護されている。当時の名は「ミスマル」で、リオンという名はフェリドから与えられたもの。フェリドに引き取られてからは暖かな環境で育てられ、王子とは幼馴染のような関係。真面目な性格。女王騎士見習として訓練を積んだ結果、折りたたみ式の刃を持つ長巻の使い手となっているが、幽世の門で訓練を受けた名残として彼らの手口に精通していたり、神出鬼没なドルフの気配に素早く気付くといった部分もある。
常に王子の隣に立って戦うその姿は、王子に並ぶ王子軍皆の士気の柱であり、リムスレーアの親征における戦いの中でドルフに死んでもおかしくない深い傷を負わされた際には皆に深い衝撃を与えた。しかし、王子の『黎明の紋章』の力によって回復を果たし、ソルファレナ攻略の直前で戦線復帰した。
内乱平定後の行方はゲームの進め方によって異なり、女王騎士に就任するものや、主人公やゲオルグ・プライムと旅に出るもの、あるいはストーリー上死亡するものなど、主人公同様に多くの分岐が存在する。
ゲオルグ・プライム
声 - 小谷津央典
ファレナ女王国の女王騎士。太陽暦419年生まれ（29歳）。元赤月帝国六将軍の1人。
幻想水滸伝シリーズのキャラクター一覧を参照。
ルクレティア・メルセス
声 - 阪井あかね
王子付きの軍師。太陽暦417年生まれ（31歳）、北の大陸の出身。マルスカール・ゴドウィンが北の大陸を旅した際に連れ帰った軍師で、太陽暦440年のアーメス新王国の侵攻における女王騎士や水軍の活躍の立役者。
自身の良心や正義に対してのみ忠実であり、主人であるゴドウィン家の「太陽の紋章」簒奪の計略を女王アルシュタートに密告してマルスカールの怒りを買い、アゲイト監獄で幽閉されている（実際には処刑というところを女王に減免されて幽閉となっている）。独特の考え方に心酔する看守も多く、収監されていたものの特に不自由はしていなかった模様。軍師に関する教育はハルモニア神聖国で受けており、キャザリーとはその頃からの知り合いである。キャザリーと知り合いであるが、ルクレティア自身と「吠え猛る声の組合」との関連性は否定されている。
軍師としての能力は決して低くは無いが、アルシュタートに「太陽の紋章」を宿させるという策によってロードレイクを焦土化させた末、最期には彼女の死を余儀なくさせるという結果を残し、「結局悲劇を2年遅らせただけだった」と自ら失策を認めた。また、ドラート攻略戦直後にサイアリーズの様子がおかしいと気付きながら、彼女の動きを止められずにリムスレーア救出の失敗、リオンの重傷という事態を招くなど、致命的になり得るミスを犯している。そのためか、自らを慕うレレイに「軍師とは人前でミスを認めて、弱気を見せてはならない」と言いながら、彼女と自室で2人きりの時には弱音を吐く場面もあった。
「自分が主人公の役に立てるのは戦いの中だけ」という考えを抱いており、その役割を果たせると考えていたサイアリーズの死に際しては心から悲しんだ。内乱平定後はファレナの宰相に就いて欲しいという声もあったが、正式に要請を受けるより早くどこかへと旅立っていった。
なお、5歳の頃にグラスランドにおいて炎の英雄（『III』）の引き起こした「真なる火の紋章」の暴走を目撃している。それに加えて肌や髪の色、装身具などからカラヤクランとの関連性をうかがわせている。
ラージャ
声 - 京田尚子
元ファレナ女王国水軍提督で、漁師集団ラフトフリートの現頭領。太陽暦390年生まれ（58歳）、ラフトフリート出身。巧みな操船術で水上での戦いは百戦錬磨であり、現役時代は「鬼姫」の異名がつけられていた。水軍提督を退いて以降も腕前は健在で、住居でもある双胴戦艦ダハーカやラフトフリートの軍船を率いての水上戦は一流。その人柄からラフトフリートは元よりファレナ王家の人間からも信用は厚く、「提督」という敬称で呼ばれている。現水軍提督であるバフラム・ルーガーを始めとして、かつての部下である現役水兵からも信望を集めている。
ノベライズでは若い頃、ラフトフリートを最も蔑視して嫌がらせをしてくる女王国水軍への反発から、ラフトフリートを認めさせようと水軍に入隊している。案の定彼女の存在を快く思わぬ水軍将兵から嫌がらせを受けながらも、これに対抗心を抱き「鬼姫」と呼ばれるまでに活発的に動いた、本人曰く「若気の至り」があった頃の彼女について描かれている。

#### ファレナ女王家
アルシュタート・ファレナス
声 - 大原さやか
主人公の母親で、ファレナ女王国の当代の女王。太陽暦414年生まれ（34歳）、ファレナ女王国ソルファレナ出身。ハスワールやフェリドなど親しい間柄では「アル」と呼ばれている。先代女王である母ファルズラームとは違い内外にも知れ渡る名君だが、『太陽の紋章』を宿して以来、時に感情の制御ができなくなってしまっている。太陽暦448年のゴドウィン家のクーデターにおいて、フェリドを狙っていた敵兵を紋章の力で倒したのをきっかけに暴走し、自分を止めようとしたフェリドを紋章の力で殺してしまう。そのショックでファレナ全土を紋章の力で滅ぼそうとするが、事前の依頼に従って紋章の暴走を阻止しようとしたゲオルグに刺される。そして、結果として自分自身や国が滅びる危機を救ってくれたゲオルグに感謝しながら息を引き取り、それと同時に『太陽の紋章』は彼女から離れていった。
フェリド
声 - 藤原啓治
主人公の父で、ファレナ女王国の女王騎士長。太陽暦412年生まれ（36歳）、群島諸国出身。群島諸国のオベル王国海軍総督スカルド・イーガンの長男で、かつて外遊中のアルシュタートと出会い心を通わせた。そして、アルシュタートの闘神祭に彼女からの強い推薦で出場し、周囲の予想を覆して優勝している。アルシュタートが即位すると女王騎士長に就任し、以降は勇猛果敢な武人として知られているが、ファレナ生まれでないよそ者という出自からロヴェレ卿を含む一部の貴族を除いて、有力貴族からの後ろ盾が無いのが唯一の弱みであった。女王直属の暗殺集団「幽世の門」解体の命令を下したのもフェリドである。また、当時劣悪な環境に置かれていた闘技奴隷に対する虐待を禁止するよう命を発し、彼らへの待遇を向上させている。情に厚い性格であり、幽世の門解体時に幼少であったリオンを引き取り、諜報部門長のシナツ（後のオボロ）に本当の両親を捜索させている。兄弟は弟と妹が7人おり、ベルナデットはその末っ子であるが、ベルナデットが生まれる前に家を飛び出している。太陽暦448年のゴドウィン家のクーデターにおいて、アルシュタートを守り戦うも、アルシュタートの宿す『太陽の紋章』の暴走を止めようと説得に近づいた際に劇昂した彼女が発した紋章の力によって死亡した。
リムスレーア・ファレナス
声 - 石毛佐和
ファレナ女王国の王女で、王位継承者。太陽暦438年生まれ（10歳）、ファレナ女王国ソルファレナ出身。一族や親しい間柄では「リム」と呼ばれている。王位継承者として育てられてきたため気高く、口は生意気だが、実際は寂しがり屋で相当なお兄ちゃん子である。その一方、髪の色は主人公やアルシュタートとは異なり茶色で、父フェリドと同じである。ゴドウィン家のクーデター後は護衛のミアキスやガレオンとともに太陽宮に軟禁され、傀儡として新女王として即位させられるが、招待された外国使節からは外交儀礼上の建前ではともかく、本心では正式な即位とは見なされていない。その後、「マルスカールやギゼルには任せておけない」という理由をつけて親征を行い、戦場で主人公に接触して自ら救い出されるように画策するが、目前で内乱の早期終結を望まないサイアリーズの裏切りによって捕らえられ、ソルファレナへと強引に戻された。終盤、ソルファレナと太陽宮が主人公達の手に落ちる中、ようやく主人公と再会を果たし、抱擁を交わして父母亡き後流さないと決めていた涙を流した。
内乱平定後にはゴドウィン家の陰謀による闘神祭や即位式全てを取り消した上で、正式に女王に即位。内乱の原因となった貴族による元老院を軸にした政治制度を廃止し、市民やこれまでの制度の枠外だった亜人種の代表による議会制へ移行した。
サイアリーズ
声 - 折笠愛
アルシュタートの妹で、主人公やリムスレーアの叔母。太陽暦423年生まれ（25歳）、ファレナ女王国ソルファレナ出身。自由で開放的な行動や言動が多く、自ら着る衣装も自らデザインしている。また、円形の飛び道具「日輪圏」や風の魔法の名手で、劇中では風の魔法を駆使して活躍する場面も見られた。その一方で寝起きが悪く、リムスレーア以外では無事に起こすことはできない。また、トカゲ類が大嫌いで、竜馬や竜馬騎兵に対しても友好的ではない。なお、自分では「叔母さん」あるいは「オバさん」と呼ぶことがあるが、他人から「オバさん」と呼ばれることには好意的ではない。
現女王の妹という王族ではあるが、母ファルズラームとその姉シャスレワールの後継者争いにおける血みどろの抗争を知っているため、アルシュタートの即位を機に従姉のハスワールとともに王位継承権を放棄すると同時に、生涯結婚せず子供も儲けないことを宣言している。なお、その際に婚約者であったギゼル・ゴドウィンとの婚約を破棄している。
太陽暦448年のゴドウィン家のクーデターにおいては、当初主人公やゲオルグとともに太陽宮を脱出、以降は王子軍で王子を補佐する立場にあったが、内乱の半ばでゴドウィン家に寝返っている。これは国内を混乱に貶めた元老への復讐と粛清、あるいは王子軍に対するゴドウィン派の過激な行動を抑制するのが目的であったことがうかがえるが、最終的には「黄昏の紋章」の呪いにより命を削られ、内乱末期に命を落とした。彼女自身は死の直前に居合わせたルクレティアに対して、「あの子（主人公）に元老の粛清が出来ると思うのかい?」と本心を語り、自分がサルムを殺害したのを含めた行動の理由を口にするが、結果としてそれが内乱を早期終結する好機を奪い、逆に長期化させて人的犠牲や物的被害を拡大する事にもなってしまった。しかし一方では、彼女の元老粛清によって抵抗勢力が減り、結果として戦後の新体制へのスムーズな移行が可能になった面も否定できない。また、仮に早期に内乱が収束していたとしても、バロウズ家他策謀に長けた有力貴族、幽世の門の残党は未だ健在であったため、主人公らが政治の実権を握ったとしても、先代や先先代時代ような妨害工作を受け政権が不安定に陥ったり、要職の重要人物が暗殺の対象とされる可能性は十分にありえ、その要素が結果的にではあるものの排除されることとなった。ただ、元老の粛清自体、敵対者や敵国は滅ぼすというゴドウィン家の主張と本質的には同じで、彼女自身それを自覚しており、その事を指摘したルクレティアと自分を比較して「私はあんたほど利口じゃない」と自嘲していた。
死後は彼女の心情を知る太陽宮の侍女などによってある程度の名誉回復が成されるも、主人公から離れてクーデターの当事者であるゴドウィン家に寝返ったという行いから本来王族が葬られる墓所には埋葬されず、本拠地の地下墓地へと埋葬された。
なお、茶色の髪の持ち主であるがこれは染めたもので、本来の色は姉アルシュタートと同じ銀色。ノベライズではその理由を「王族が嫌いだから」と語っている。
ノベライズでは元老への憎悪や復讐心だけでなく、ギゼル暗殺を実行しようとした際にそれを阻んだドルフから「貴族が国や王族を食い物にしてきた様に、王族も貴族を都合よく利用していた」と言われた事で次第に伯母シャスレワールやその夫マルダース、そしてロザリンドを殺した暴君ファルズラームを含む王族への憎悪が再燃し、その血に連なる自分自身さえも憎悪するようになる。そして、未だロザリンドの死の悲しみを克服できなかったギゼルから「あなたに母の面影を見ていた」と明かされたことで、ギゼルへの恨みや殺意は消えないものの、即座に殺そうという考えだけは捨てた。その一方で内乱を長引かせた事で貴族や元老が彼女の目論見通り戦いの中で戦死したり、彼女がルクレティアに対して抱く悪感情が原作よりも詳細に描写されている（ルクレティアに向けて「あんたのせいで姉上は死んだ」、「あんただけは死んでもいいと思っていたのに」と発言するなど）。

#### ゴドウィン家
マルスカール・ゴドウィン
声 - 麦人
ゴドウィン家の当主で、ギゼルの父親。太陽暦391年生まれ（57歳）、ファレナ女王国ストームフィスト出身。アルシュタートの伯母シャスレワールの夫マルダース・ゴドウィンの従兄弟に当たる。したたかな性格で抜け目が無く、ファレナ女王国の恒久的な繁栄を目指して「太陽の紋章」を利用した周辺国の絶対的な支配を目指した帝国主義的思想の持ち主。また、ファレナ国内に住む亜人種を「ファレナの民族的・文化的統一性を損なう存在」と評し、亜人種を絶滅させても構わないと考えている。しかしその反面、敵対する者を含めた他者を過小評価するという悪癖も抱えており、これは息子キゼルにも受け継がれている。
かつてシャスレワールとファルズラームの女王後継者争いに際して幼い時からの親友でもあったマルダース、そして最愛の妻ロザリンドを失い、それが太陽暦448年のクーデターのきっかけにもなっている。フェリドが解体を命じた「幽世の門」を密かに召抱えており、クーデターに利用して成功を収め、太陽宮を制圧することに成功する。
しかしその後は、無理な徴兵による兵の離反、あるいは王子軍の快進撃による諸将の相次ぐ敗退により徐々に追い込まれ、ストームフィストやソルファレナ陥落後に「太陽の紋章」を宿した胸像を持って始祖の地の遺跡に逃げ込み、駆けつけた王子の率いる精鋭によって遺跡の奥に追い詰められると自分の命を生贄として太陽の紋章を覚醒させ、その光の中に消えていった。
ギゼル・ゴドウィン
声 - 北大輔
ゴドウィン家の跡取り息子で、マルスカールの子息。太陽暦425年生まれ（23歳）、ファレナ女王国ストームフィスト出身。容姿端麗かつ品行方正で学問にも剣術にも秀でた模範的な貴公子だが、それは表向きの顔であり、本性は悪辣なまでの策略に長けた陰謀家である。合理性を重んじるマルスカールとは異なり、常に複数の罠を張り巡らせ、どのように転んでも自らの望む結果に導いていく策略を取る。それは結果として他人の感情や行動を完全に手玉に取る悪質極まりないもので、それをよく知るマルスカールからは「お前の策は大いなる禍根を生む」と評されている。
かつて、政略結婚としてサイアリーズと婚約するが、周囲の思惑とは関係無くお互いに幸せな時間を過ごしていた。だが、ファルズラームの崩御後、かつての女王位を巡る争いが再発するのを防ぐために半ば一方的に婚約破棄を言い渡され、心に小さくない傷を負った。それ以来、彼女を愛し続ける一途な面を持ちながらも、己の望むものが手に入らない事への不満から先述の陰謀家として危険な方向に歩み、この一件を「私を強くしてくれた」と言い放つまでになった。
闘神祭で謀略を用いて勝利し、クーデターでソルファレナや太陽宮を手中に収めてからは形だけの婚約をしていたリムスレーアに対して、遠まわしの脅迫で即位させ、自らはその夫たる女王騎士長に就任する。彼女を愛してはいないものの、その才覚や精神は高く評価しており、後に「私は大変な女性を妻にしてしまった」と語っている。
クーデター後は太陽宮で采配を振るのみで、自ら戦場に出ることは皆無だったが（ノベライズではストームフィストの戦いを指揮している）、ソルファレナの戦いにおいては「リムスレーアが逃げないのならば、夫たる私も留まる」と理由をつけて、アレニアやザハークが避難を訴えても太陽宮に留まり続けた。そして、謁見の間にやって来た主人公に対し、この内乱に関わった全ての人間はファレナ女王国を愛しながら、方法や目指す方向の違いから道を違えて争う事になってしまったと訴え、その上で「我等2人は並び立つ事が出来ない」と主人公に一騎討ちを挑み敗れた。死の間際主人公に「最後に勝ったのはあなたではなく、サイアリーズ様…」と言い残し絶命した。
非凡な陰謀家ではあるが、プライドの高さから自らの死や破滅を逃げずに受け止める覚悟も有している。そのため、リムスレーアに「太陽の紋章」を宿させる試みの折には、事が成功した場合彼女が復讐として紋章の力を使って自分を殺すのを受け入れるつもりだった。また、サイアリーズが自分達の所にやって来てからは、その本心が自分とマルスカールを含めた元老の粛清にあると知りながら、それを止める事は無かった。
ノベライズでは母ロザリンドの死を今もなお完全に克服できず、精神的に不安な時にはロザリンドの遺体を前にした光景が悪夢として現れるという精神的弱さが描かれている。また、サイアリーズへの慕情が原作よりも強くなっており、わざわざそのためにドルフをメッセンジャーとして送り込んでもいる。そのサイアリーズが自分達の元にやって来てからは彼女の思惑を読めずにいたが、彼女が「黄昏の紋章」の力でサルムを殺した一件でようやく真意を悟った。そして彼女が自分を暗殺しようとした際、首筋に刃を当てられながら、一切の抵抗を試みなかったものの、サイアリーズから見逃され、一命を取り留めた。以降の展開は原作と同じ。

### 108星

#### ア行
アズラッド
声 - 依田英助
奇書怪書の捜索・収集家の老人。太陽暦382年生まれ（66歳）、出身地は不明。書物に対する執着心が強く、背中のリュックには各国で集めた本が詰まっている。売るために集めているわけではないため、古本屋呼ばわりされることを嫌がる。古風な口調で話し、文字も達筆であるが、それだけに言葉はともかく文字を読む事が出来るのはシルヴァくらいである。
アックス
珍しい三本角の持ち主で、まだ子供の紫色の竜馬。年齢不詳、ファレナ女王国フェイタス竜馬騎兵団領竜馬の巣出身。訓練中の幼い竜馬で、将来ニックが竜馬騎士となった時に相棒となることが予定されている。竜馬としては幼いが、珍しい三本角の持ち主であることや、竜馬の巣や卵を危機的状況から守ろうと機転を利かせるなどで優れた才覚を見せていることから、将来を大きく期待されている。
イサト
声 - 山岸功
ハスワールに仕えるエルフ。太陽暦388年生まれ（実年齢60歳）、隠れ里アルセイド出身。ルナスの男性斎官の証である剃髪が特徴的なハスワールの従者。ハスワールの型破りな言動に振り回されながらも、心から彼女を尊敬している。
イザベル
声 - 中島沙樹
赤月帝国により解散させられたマクシミリアン騎士団の再興を目指す女性。太陽暦421年生まれ（27歳）、赤月帝国出身。元マクシミリアン騎士団の父親を持ち、マクシミリアン騎士団の志を継ぐ者と自称している。男勝りかつ余裕のある大人の女性だが、悪を目の前にすると熱くなる。
ヴィルヘルム
声 - 若林亮
リンドブルム傭兵旅団ヴィルヘルム支隊隊長。太陽暦413年生まれ（35歳）、リンドブルム傭兵旅団出身。豪胆でおおざっぱな性格。傭兵としては偏った考え方の持ち主で、契約金の金額はあまり考慮せず、自分が「面白い」と思った依頼だけに応じる。が、戦争で大損害を出すと仲間になってくれないなど、相応の現実主義者。女の子をからかうのが大好き。物語の展開によってはゴドウィン家と契約を交わし、主人公達と対決する事になる。
ヴォリガ
声 - 北大輔
レルカーの東の中州の顔役。太陽暦414年生まれ（34歳）、ファレナ女王国レルカー出身。穏健派であり身寄りのない子供たちを引き取って育てるほどの子供好きで、カイルも幼い頃に世話になっている。性格は義理堅く、争い事と筋を曲げることを嫌い、いざという時には自ら矢面に立つ。
ウルダ
声 - 大原さやか
エルフの女性。太陽暦402年生まれ（実年齢46歳）、隠れ里アルセイド出身。イサトの幼馴染で、里へ帰るようにたびたび彼を説得しては、すげなく断られている。他人には手厳しい態度をとるが、イサトへの想いは熱い。
エグバート・エセルバルド
声 - 佐藤敦史
かつてストームフィストを所領としていた名家エセルバルド家の末裔。年齢や出身地は不詳。家系図には100代前まで詳細に記載されており、女王家より歴史のある家系をエグバート本人も誇りに思っている。太陽暦212年に当時の女王クワルシェードがストームフィストからソルファレナへ遷都した際に、ストームフィストの管理をエセルバルド家に任せているが、太陽暦350年頃にゴドウィン家との抗争に敗れて以来没落しており、女王国に残されているエセルバルド家の記録はその時点で途絶えている。そのため、公的に末裔であることを示す史料は存在しない。エグバート自身は紳士的で落ち着いた性格の持ち主だが、ゴドウィン家に対する怨念は強く、「ゴドウィンのドぐされ外道」と連呼するなどヒステリックな側面もある。
ルセリナによると、彼女の曾祖母がエセルバルト家から嫁いできた関係で、エグバートとバロウズ家の面々の間には遠縁ながらも血縁関係があるという。
エルンスト
声 - 浪川大輔
「獣魔の紋章」に呪われ、姿を豹に変えられている少年。年齢不詳、ゼアラント王国出身。幼馴染のノーマからの愛称は「エっちゃん」。経緯は不明だが右手に獣の紋章の眷属「獣魔の紋章」を宿しており、平常時は常に豹の姿で過ごしている。満月の夜は呪いが解けるため人間の姿に戻れるほか、平常時でも根性を出せば一時的に人間の姿に戻ることができるものの短時間しか持続しない。ノーマとともに紋章を外すことのできる魔法使いを探して旅をしている。好物は甘いものだが、豹の姿の時は何を食べても甘さを感じないため、満月の夜に1月分まとめ食いをするのが楽しみ。
ファレナ女王国には豹が生息していないので、ノーマと共に興行していた時はとても珍しがられ、一部の人間からはノーマに「譲って欲しい」という要望があったという。
エレシュ
声 - 大浦冬華
ナガール教主国の上級聖職者の衣装を纏った謎の女性。年齢や出身地は不詳。外見年齢では年少者だが、ナガール教主国の上級聖職者になれる人間は早くとも40歳くらいであるという。ジーンとは古くからの知り合いである模様。なお、ユーラム・バロウズとは宿星が同じであるため、いずれか片方しか仲間にすることはできない（ただし『II』のカスミやバレリアと違い、両方とも仲間にしない事も可能）。
オボロ
凄腕の探偵で、オボロ探偵事務所の責任者。太陽暦410年生まれ（38歳）、出身地は不明。ルクレティアやラージャが認めるほどの腕前で、モットーは「調査迅速、秘密厳守、真実一路」。ネズミを飼いならして情報収集に役立てるなど、独自性あふれる捜査法を用いる。名刺作りが趣味で、初見の人物に度々渡しているが定着はしていない。謎の多い人物で、正体は「幽世の門」の諜報部門長であったシナツである。内乱平定後は「私も決着をつけねば」と言い残し、カヤヌやタケフツを追ってナガール教主国へ旅立っている。
オロク
声 - ゴブリン
レルカーの西の中州の若き顔役。太陽暦419年生まれ（29歳）、ファレナ女王国レルカー出身。当初はレルカーを愛する心半分、実権を握るゴドウィン派に擦り寄る事で自身やレルカーに富と繁栄がやって来るという打算半分からゴドウィン派に加担し、「人狩り」と呼ばれる強引な徴兵を行ってはゴドウィン派のザハークに引き渡す事で、それ以上の搾取を封じていた。それ故ヴォリガとは反りが合わず口論する事が多い。表面上はキザで傲慢ぶってはいるが、実際はワシールやヴォリガと肩を並べるほどレルカーを愛しており、西の中州の住人や手下たちからも慕われている。ザハークが「レルカーに主人公に内通する者（ワシールとヴォリガ）がいる」を理由にオロクとの約束を破棄して軍を率いレルカーへ攻め込んだ末、西の中洲に放火して撤退するという蛮行を行ったため、主人公に協力すると決めた。ちなみに、彼の屋敷は元々はレルカーから逃げ出した領主デビアス卿のもの。

#### カ行
以下に列挙する人物については、幻想水滸伝シリーズのキャラクター一覧を参照。
- キリィ（声 - 藤原啓治）

カイル
声 - 岸尾大輔
ファレナ女王騎士の1人。太陽暦424年生まれ（24歳）、ファレナ女王国レルカー出身。子供の頃から女と見れば見境なく口説くためトラブルの火種になっており、挙句にはレルカー領主のデビアス卿の養女に手を出してしまいレルカーを出奔することになる。その後太陽暦440年のアーメス新王国の大侵攻では義勇兵として活躍し、フェリドの目に留まり女王騎士に加わることとなった。その立ち居振る舞いと女好きな性分から、周囲から軽んじられることもあるが、主人公たち王族への忠義は厚く、宮中では比較的穏健派であり思慮深さも見せる。そのためゴドウィン派を支持するアレニアらと衝突することも多く、結果としてバロウズ派と見なされているが、自身は自分の主張を通しているだけなので派閥に区分けされるのを嫌っている。
ガヴァヤ
声 - 古島清孝
野生的な風貌とドレッドヘアーが特徴的な青年。太陽暦425年生まれ（23歳）、アーメス新王国出身。結婚願望が強く、女性に対しては手当たり次第にプロポーズしているが野獣のような容貌が災いして敗戦記録更新中。しかし、決して単なる女好きではなく、女性には絶対に暴力を振るわないフェミニストでもある。女性に出会うやプロポーズをするという常識外の行動が災いして結婚から縁遠くなっているが、自身にこれが常識外という自覚はなく、「ジダンがアーメス軍を率いて攻め込んだせいで、アーメス人という理由だけでファレナ人皆が俺を避けて通る」と思い込んでいた事もあった。なお、アーメス出身だが故郷に対する愛国心や愛郷心は無く、劇中アーメスと対峙した時でさえ迷いや悩みを全く抱かなかった。内乱平定後は新たな出会いを求めて群島諸国へと旅立つが、相変わらず誰彼構わず即プロポーズするのが間違いだと気付く様子は無い。
なお、ニケアとは女性としてではなく、親友として意気投合している仲であり、お互い闘神祭に出場できなかったという点で共感している。一方、マハの様な強欲な悪女は対象外。
ガレオン
声 - 加藤精三
ファレナ女王騎士の1人で最古参。太陽暦395年生まれ（53歳）、ファレナ女王国ロードレイク出身。老年ながら円盾と大型の戟槍を自在に扱う。シルヴァとは以前夫婦だったが、剛直すぎる性格と仕事一辺倒の生活ぶりがもとで別れている。シルヴァから医術の指導を受けており、並の医師より腕は良い。口癖は「人の道」らしい。
ゴドウィン家による太陽宮襲撃に際してはフェリドやゲオルグとともに謁見の間でアルシュタートを守って奮戦するが、そこでアルシュタートがフェリドを殺し、アルシュタート自身もゲオルグに刺されて死亡するのを目撃する。その後、ミアキスとともにリムスレーアを守って戦うも捕らえられ、その後は長きに渡って謹慎処分にされた挙句、女王騎士長となったギゼルの命により主人公と敵対する。勇猛に戦うも敗れ去り、最後はリムスレーアの命によりようやく矛を収めた。その後、ゲオルグのアルシュタート殺害の真実を語り、「これで役目は果たした」として去ろうとするがシルヴァの説得を受け主人公の配下となった。
なお、ロードレイク出身だが女王騎士としての役目を果たそうとするあまり、暴動事件後の窮状をどうすることも出来ないのに心を痛めており、主人公の配下になってからはゲッシュ等に謝罪した。
ノベライズではアルシュタートの祖母オルハゼータの代より女王騎士として仕え、アレニアの父とも親友であった事が描かれている。また、アレニアが古くは父を慕いながら、父が戦死したのを克服できぬあまりに「父は弱かったから戦死した」と公言してまで目を背け、ついにはゴドウィン家を心酔するまでに歪んでしまったのを悲しんでいる。
ガンデ
声 - 依田英助
ケイヴドワーフ。年齢不詳、ドワーフキャンプ出身。穴掘りを得意とするケイヴドワーフの中でも早くて正確な上騒音も少ないという名人中の名人。十数年前に父親がゴドウィン派に捕らわれて牢屋に入れられた際にログに救い出され、それ以来ログと組んで様々な仕事を行っている。ちなみにログからは「ガン公」と呼ばれているが、本人はその呼び方を気に入っていない。口数は少ないが、無駄が無く重みのある言葉を発するのが常である。そのため、内乱平定後は新議会のケイブドワーフ代表として一目置かれるようになった。
キサラ
声 - 佐々木瑶子
ラフトフリートでラージャの補佐を務める女性。太陽暦413年生まれ（35歳）、ラフトフリート出身。ログの妻で、ランの母親。若い頃から美女と有名で、貴族からの求婚もあったほど。その美貌は（スバルが羨望する豊満な胸も含めて）娘ランにしっかりと遺伝している。
キャザリー
声 - 森田ちあき
「魔弾の射手」の異名を持つ凄腕スナイパー。太陽暦419年生まれ（29歳）、ハルモニア神聖国ほえ猛る声の組合出身。ハルモニア神聖国のギルド「ほえ猛る声の組合」の構成員で、ギルド秘蔵の技術を用いた「ガン」と呼ばれる武器を使用する。ギルドから何らかの調査命令を受けてファレナ女王国を訪れているが、内容については不明。「真神行法の紋章」を宿しているために動きはすばやく、「ガン」に加えてこの紋章が異名の由縁である。ルクレティアがハルモニア神聖国に留学していた時からの知り合いである。
ノベライズではゲオルグと共に竜馬の巣を占拠したドルフと交戦して撃退するが、竜馬の巣を含めてゴルディアスが女人禁制である事を知らず、事を知った際には騒ぎが起きぬよう素早くその場を去っていった。
クレイグ・ラーデン
声 - 諏訪部順一
竜馬騎兵団の団長。太陽暦404年生まれ（44歳）、ファレナ女王国フェイタス竜馬騎兵団領出身。優れた指揮能力を持ち、団員の信頼も厚い。騎兵団の掟（内乱の不干渉、女性は加盟できないなど）は絶対視するが、親友の娘であるミアキスの才能を惜しんで女王騎士に推薦するなど、柔軟な側面を持ち合わせた人物である。内乱平定後は掟に縛られるあまり騎兵団に危機をもたらした事を反省し、騎兵団をラハルに託して引退した。
ゲッシュ
声 - 遠近孝一
ロードレイクの農夫。太陽暦422年生まれ（26歳）、ファレナ女王国ロードレイク出身。熱くなりやすいロードレイクの若者をまとめる器量のある好漢で、冷静な判断力と分別を持ち合わせている。ロードレイクが焦土化してからは農業とは無縁だったが、後に本拠地にて畑を作り、農作業に従事して農夫としての実力を発揮した。
ゲンオウ
声 - 加藤精三
ビーバーロッジ上流の滝つぼに棲む巨大な亀。年齢、出身地ともに不詳。千年もの時を過ごしてきたため人語を理解する。主人公軍の知恵袋を気取っているが、老齢ゆえに記憶があやふやで、いまひとつ頼りにならない。また、老齢ゆえか老人とは意気投合するが、若者の相手は若干苦手な模様。
フワラフワルの父によって目撃されて以来、ビーバーからは「ヌシ」と呼ばれている。
コルネリオ
声 - 藤原啓治
ドレミの精を集めて楽団を作ろうとしている独創的な音楽家。太陽暦413年生まれ（35歳）、ファレナ女王国ハウド村出身。音楽家としては超一流だが、芸術を理解しない者を「凡俗」と呼んで罵倒するなど過激な性格の持ち主でもあり、奇人ぞろいのハウド村でも浮いている。「ドレミの紋章」という珍しい紋章を宿している。同じく独創的な感性を持つジョセフィーヌとは気が合う模様。

#### サ行
以下に列挙する人物については、幻想水滸伝シリーズのキャラクター一覧を参照。
- ジーン（声 - 甲斐田裕子）

サイロウ
ラフトフリートに住む元貿易商人。太陽暦376年生まれ（72歳）、ラフトフリート出身。好々爺であるがその世界では伝説的存在で、海賊顔負けの戦力を備えた商船団を率いていた、戦争中の国の双方に武器を売っていたなどの噂もある。
サギリ
声 - むたあきこ
オボロ探偵事務所の調査員。太陽暦426年生まれ（22歳）、出身地は不明。元は「幽世の門」の構成員であり、暗殺者養成部門長カヤヌの「幼い女の子が笑顔で近づいて来れば誰でも油断するだろう」という思いつきのみで訓練された結果、オボロに引き取られて8年経っても感情の伴わない笑顔以外の表情を見せることはない。ただ、殺人や戦争に対する拒否感も持ち合わせており、ある意味幽世の門やカヤヌとは最も相反する存在でもある。そのため、オボロ達が主人公へ協力すると決めた時には戦いに加わる事を拒否したが、かつて自ら手にかけた相手の息子であるナクラとの一件を機に自ら戦いへと身を投じた。内乱平定後は旅立とうとするオボロに同行を申し出るも説得され断念。フヨウの元で調査員の仕事を続けるが、次第に表情に変化が現れたという。シグレには、サギリが本心で笑っているかどうか区別できるらしい。
シウス
声 - 秋山卓史
アゲイト監獄の看守。太陽暦418年生まれ（30歳）、ファレナ女王国ドラート出身。ルクレティアに心酔した看守の1人で、ルクレティアが王子軍によって救出された際に同行している。代々軍人の家系であり、本人も規律にうるさく生真面目な性格である。そのため自由な風潮のあるラフトフリートの住民とは相性が良くない。
シグレ
声 - 入江健夫
オボロ探偵事務所の調査員。太陽暦425年生まれ（23歳）、出身地は不明。元は「幽世の門」の構成員であり、8年前までは無表情な少年であった。現在では感情が表に出るようになっているが、人に眼を見られることを嫌って前髪を伸ばしている。面倒くさがりで怠惰な生活を送っている。内乱平定後は主力調査員へと昇格するが、怠惰な生活態度は変わらず。
シャルミシタ
声 - 大原さやか
アーメス新王国軍西海兵団親衛隊所属の上級参謀。太陽暦422年生まれ（26歳）、アーメス新王国マドラ族出身。ニフサーラとともにシュラ・ヴァルヤをサポートし、秘書兼護衛を務めている物静かで知的な女性。シュラやニフサーラとは幼馴染でもある。
シュラ・ヴァルヤ
声 - 遠近孝一
アーメス新王国軍西海兵団を指揮する西海神将。太陽暦419年生まれ（29歳）、アーメス新王国マドラ族出身。名門ヴァルヤ家の御曹司で、知略にも優れた智将にして紳士。アーメスの中でも穏健派の筆頭で無駄な争いを好まない。ジョセフィーヌ（ユマ）は妹である。内乱平定後はジャラト王の意を受けファレナとの修好条約に尽力し、その後は大使としてソルファレナへと赴任した。
シュン
声 - 入江健夫
ストームフィストの闘技奴隷。太陽暦434年生まれ（14歳）、ファレナ女王国出身。拳法が得意で、貧しい家族を養うために自ら闘技奴隷に志願している。アルシュタートやフェリドによる闘技奴隷への待遇改善を感謝する一方、それを快く思わない貴族が待遇改善を取り消すのではないかと危惧している。また、待遇改善以前に眼を潰された挙句に他国へ売られていった後輩（『I』のモーガン）を気にかけている。
シュンミン
レツオウの娘。太陽暦437年生まれ（11歳）、出身地は不明。特技は亡き母から教わった魚の養殖。将来は美しく成長しハイ・ヨー（『II』）と恋仲になるが、父レツオウと対立し、黒竜料理会から盗み出した「蒼月鳥のレシピ」をハイ・ヨーに託した後に亡くなっている。
ジョセフィーヌ（ユマ・ヴァルヤ）
声 - 石毛佐和
アーメス新王国出身の貴婦人。太陽暦429年生まれ（19歳）、アーメス新王国出身。自らを上流文化の担い手と自負しており、野蛮で低俗な文化を嫌っている。しかし、常軌を逸したセンスを有しており、他者から認められることは皆無である。本人は頑なに否定しているが、アーメスの有力貴族シュラ・ヴァルヤ将軍の実妹で本名は「ユマ」。自らの素性を否定する理由は自分の本名を含むアーメスの文化を「遅れている」と嫌っている事や、優秀を通り越して完璧な兄シュラの存在を重苦しく感じているから。それ故、シュラと対面した際に彼から正論過ぎて反論のしようの無い注意を受けた時には、大声で泣き叫んだ。内乱平定後は実家に連れ戻されるも再び家出し、さらなる文化の香りを求めて北の大陸へと旅立った。
シルヴァ
声 - 岡田和子
ロードレイクの女性医師。太陽暦397年生まれ（51歳）、ファレナ女王国ロードレイク出身。大きな病院に腰を落ち着けるのを嫌い、若い頃は従軍医師をしていた。ロードレイクの粛清後に、王家からの命令を無視してロードレイクに留まったために医師資格を剥奪され、法的には闇医者である。なお、従軍医師時代にガレオンと出会っており、結婚していた時期があった。
シンロウ
ラフトフリートの道具屋。太陽暦430年生まれ（18歳）、ラフトフリート出身。伝説的商人サイロウの孫で、祖父を尊敬しており目標でもある。祖父譲りの巨大ソロバンをいつも持っている。
スバル
声 - 佐々木瑶子
ラフトフリートの漁師。太陽暦432年生まれ（16歳）、ラフトフリート出身。ランの幼馴染にして宿命のライバル。女の子だが、荒っぽい口調や服装から男だと思われることも多い。同じ漁師としてランに対抗意識を燃やしているが、実は、ランの豊満な胸にも嫉妬しているようだ。幼い頃はランと仲良しだったが、恋心を抱いた相手がランに惚れていると勘違いして以来（相手が実際に惚れていたのはキサラ）、衝突するようになった。
ズンダ
ケイヴドワーフの女性。年齢不詳、ドワーフキャンプ出身。空気穴兼窓職人で、何も考えずに穴を掘り続けるケイヴドワーフの男達が酸欠事故に遭うのを防ぐためにあちこちに空気穴を掘っている。面倒見のよい性格で、ケイヴドワーフの男達からは「姐御」と呼ばれ慕われている。
ゼガイ
声 - 石丸純
元バロウズ家お抱えの闘技奴隷。太陽暦417年生まれ（31歳）、アーメス新王国出身（単に生まれた場所がアーメス領内というだけ）。国籍を持たずに移住する小さな部族の生まれで、太陽暦440年頃にファレナ女王国領で不審者として捕らわれた。その際に何人もの兵士相手に1人で互角以上に戦ったのをサルム・バロウズが注目し、バロウズ家によって引き取られている。その後、ユーラム・バロウズの代理人としてリムスレーア・ファレナスの闘神祭に出場する予定で優勝候補の一角と目されていたが、アーメス南岳兵団の陰謀に加担したという、無実の罪により捕らわれたため出場はしていない。無実であることを確信したフェリドによって保護のためにソルファレナへ移送され、ゴドウィン派のクーデターに遭遇、王子やサイアリーズが太陽宮を脱出する手助けをしている。巨漢で豪快な風貌に反し、物静かで冷静沈着な性格である。非常に寡黙な性格であり、彼とまともに会話できる人は数えるほどしかいない。
彼自身は自分がアーメス出身という意識は薄いものの、自分の血筋が強いて言えばアーメス人であるという意識を持っている。また、本来はナクラやニフサーラといったアーメスの槍使いが用いる3人1組の集団戦法を、アーメス軍に従軍した経験が無いにもかかわらず使う事が可能。
ゼラセ
声 - 皆川純子
黒い衣装に身を包んだ謎の魔術師。年齢や出生地は不詳。ジーン同様に謎の多い人物で、ジーンを知っていてなおかつ彼女にしては一目置いている。世界にただ1つのみである夜の紋章の眷属「星の紋章」を宿しており、「夜の剣」に関する独り言の報告もあるが、自身や重要な事項に関する事を話すのを好まない。ただ、自身にとって重大な事態が迫ると感じるや、自ら主人公達に助力を申し出たり、必要事項を話す事もある。また、レックナートとも面識があるが、彼女を「重要な事をしゃべり過ぎている」と評している。
ソレンセン
声 - 森田ちあき
バベッジの助手で発明家の卵。太陽暦429年生まれ（19歳）、ファレナ女王国エストライズ出身。バベッジの奇天烈な発明活動にいつも付き添うだけでなく、生活能力ゼロのバベッジのために身の回りの世話や掃除もこなす。バベッジの設計図を元にルウのクロスボウを組み立てるなど、武器製作の素質はあるらしい。

#### タ行
ダイン
声 - 石丸純
セーブル地方の警備隊長。太陽暦420年生まれ（28歳）、ファレナ女王国セーブル出身。若いが有能な武将で、彼が赴任した後アーメスの侵攻が減ったと言われるほど。ソリス・ラウルベルの息女サリーシャとはソリス公認の仲。孤児の出自で、ソリスの先代のラウルベル卿は闘技奴隷にするつもりで引き取ったが、ソリスが必死に止めている。
タカム
王家公認の地図職人。太陽暦422年生まれ（26歳）、ファレナ女王国ソルファレナ出身。以前は太陽宮に勤務する官吏だったが、異常なまでに鋭い方向感覚を買われ、フェリドにファレナ女王国全土の地図作製を命じられたのがきっかけで地図職人に転職する。地図が完成した直後、クーデターで政権を掌握し、地図を軍事機密とみなすゴドウィン家に異を唱えたためアゲイト監獄に収監されてしまう。閉鎖空間でも方角を認識できるため、人間でありながらエルフのみが通ることのできる迷いの森を通ることが可能。
タルゲイユ
声 - 依田英助
ロードレイクのまとめ役。太陽暦378年生まれ（70歳）、ファレナ女王国ロードレイク出身。かつてはロヴェレ卿の側近を務める貴族だったが、ロヴェレ卿とその家族が暴動の責任を問われる形で処刑されたのを機に厭世的になり、貴族の地位を返上している。非常に穏やかな性格ながら、頑固な一面もあり、お茶のたて方でラージャと言い争いをしたことがある。
チサト
声 - 折笠富美子
人形劇を得意とする大道芸人。太陽暦424年生まれ（24歳）、群島諸国出身。老若男女あらゆる声を使い分けることができ、各国の演劇関係者の間では「千の声を操る女」の噂が流れているほど。ノーマやエルンストとは群島諸国で出会って意気投合した仲だが、エルンストが豹ではなく本当は人間だという事情は知らない。
チャック
声 - ゴブリン
バロウズ邸の倉庫番。太陽暦425年生まれ（23歳）、ファレナ女王国レインウォール出身。太陽暦440年のアーメス新王国の大侵攻に際して家族を亡くし、バロウズ家に迷い込んで叩き出されるところをルセリナに救われている。恩人のルセリナには忠誠を尽くしており、「自分が辛い目に会うより、自分が原因でルセリナ様が責められる方が辛い」と心の底から思うほど。ルセリナが「黎明の紋章」の事件でバロウズ家と決別を宣言してバロウズ邸を出立する際、追いかけるように同行している。
ツヴァイク
声 - ゴブリン
シンダル遺跡の謎を追う考古学者。太陽暦409年生まれ（39歳）、ファレナ女王国出身。性格はクールで冷淡な印象を受けるが、これは研究以外の事には興味が無いためである。本職は考古学者だが、並みの兵士や戦士を上回る戦闘能力の持ち主で、自身もそれを誇りにしている。
テイラー
新聞記者。太陽暦416年生まれ（32歳）、ファレナ女王国ソルファレナ出身。我が身を省みない突撃取材を行う。かつては「報道は不偏不党、公正中立」をモットーとしていたが、「報道は民衆に真実を伝えるためにある」ことに気づいて考え方を改める。自分たちに都合のいい情報のみ流し、それ以外は徹底的に隠蔽するゴドウィン家に対して怒りと不快感を剥き出しにしている。
トーマ
声 - 折笠富美子
ロードレイクの少年。太陽暦438年生まれ（10歳）、ファレナ女王国ロードレイク出身。ソンブレロ風の帽子がトレードマーク。ロードレイクの事件で両親が死亡したため、女王家に対して深い憎悪を抱いている。しかし、ロードレイクを救うべくヘイトリッド城塞の破壊を試みる主人公達に「破壊するまで見届ける」と同行したのを機に、女王家やヘイトリッド城塞を築いたビーバーへの心象を改め、主人公の陣営に参加。内乱平定後は女王騎士を目指し訓練に励んだ。
ドンゴ
ケイブドワーフの鍛冶屋職人。年齢不詳、ドワーフキャンプ出身。本拠地では本や鞭など鍛え様のない武器に頭を悩ませつつ、創意工夫を繰り返している。ワボンの弟子でありトロッコの金具を作成しているため、鍛冶の技量は高いがワボンから「ヘボ鍛冶屋」と呼ばれるなど正当な評価はされていないものの、「人殺しの道具は打ちたいのか」と気にかけられてもいる。一方ガンデからは「腕はあるが経験不足」と評されている。

#### ナ行
ナクラ
声 - 中山亮（『幻想水滸伝V』スタッフ、公式ブログでは「番頭さん」）
元アーメス新王国南岳兵団所属の槍騎兵。太陽暦422年生まれ（26歳）、アーメス新王国出身。実家はアーメスの名家であったが、家主にして大部族長会議に名を連ね、なおかつ南岳兵団の実力者でもあった父がファレナへの強攻策を声高に主張した結果幽世の門から標的にされてしまい、送り込まれてきた暗殺者の少女（後のサギリ）に殺害されてしまった。その後、マハの属するスパルナ家が南岳兵団の実権を握りこれに抵抗感を抱くも、幽世の門やそれを抱えるファレナへの復讐のために従軍している。ジダン・ギュイスが率いる軍勢の一員として、サルムの手引きでファレナへと進軍するが、復讐心から味方が退却する中最後まで留まり戦い続け、重傷を負いダインに助けられる。その後しばらくはセーブルで意識不明の状態にあった。マハやジダンに対する忠誠心は薄く「カス」呼ばわりするなど酷評している。双子の弟がいるが、弟は「復讐よりも今が大事」と別の思いを抱いているためか長いこと会っていない。
ニケア
声 - 森田ちあき
女性拳闘士。太陽暦427年生まれ（21歳）、出身地は不明。各地の武道大会を荒らしまわる猛者で、闘神祭をただの武闘大会だと思って乗り込んで来たほどのうっかり者。加えてかなりのドジで大食いだが、明るくて人当たりのよい性格。後にレルカーでオロクに用心棒として雇われる。一見すると色黒の肌の女性だが、実は単に日焼けしているだけで、本来は色白。
ニック
声 - 浪川大輔
竜馬騎兵の見習い。太陽暦435年生まれ（13歳）、ファレナ女王国フェイタス竜馬騎兵団領出身。武芸や騎術は見習いの中では優れた能力を見せるが、竜馬に指示を出す竜笛は苦手で、相棒のアックスにすら止められるほど。
ニフサーラ
声 - 山川琴美
アーメス新王国軍西海兵団親衛隊所属でシュラの護衛役。太陽暦423年生まれ（25歳）、アーメス新王国マドラ族出身。軽くて不真面目なアネゴ肌で、主人公を前に「眼福」と言い放つなど生来の美少年好きである。リンファと意気投合し、「美少年保護観察協会」という趣味丸出しのアブない秘密結社を結成した。
ネリス
声 - 佐藤利奈
群島諸国連合の軍人。太陽暦423年生まれ（25歳）、群島諸国出身。ヤールとともに紋章砲の行方を追う任務を担当している。紋章砲の発明者ウォーロック（『IV』）の一番弟子パブロ（『IV』）の子孫に当たり、そのために任務に対して強い責任感を持っている。内乱平定後は群島諸国に戻るが、ヤールとともに紋章弾を破壊して逃亡している。
ノーマ
声 - 折笠富美子
大道芸人の少女。太陽暦432年生まれ（16歳）、ゼアラント王国出身。幼馴染であるエルンストに宿った「獣魔の紋章」の呪いを解くことのできる魔法使いを探すため、大道芸で旅費を稼ぎながら旅をしている。なお、芸人になったのは豹の姿のエルンストと怪しまれずに旅をするためにはこれしかなく、本当は恥ずかしいとの事だが、その割には本人が楽しんでいる部分もある。群島諸国で興行中にチサトと仲良くなっており、後に再会した時には心から喜んだ。
彼女が言うには、エルンストに「獣魔の紋章」が宿ったのは彼女自身に何らかの責任があるとのことだが、詳細は不明。
ノルデン
声 - 崎山高博（『幻想水滸伝V』ディレクター）
元バロウズ家の警備隊副長。太陽暦411年生まれ（37歳）、ファレナ女王国レインウォール出身。太陽暦446年のロードレイクの暴動当時は警備隊隊長ユーラム・バロウズの下で働いていた。ユーラムの判断が元になって暴動が拡大したが、暴動を止められなかった責任を取る形でノルデンが辞職することになり、また真実を語られることを恐れたユーラムから圧力をかけられて真実や悩みを人に打ち明ける事も出来ず、酒におぼれる日々を送っていた。やがて、妻にも去られ苦しみを忘れるために飲む酒だけが友という孤独な状況になるも、ロードレイクの事件に絡む出来事から彼の人生に転機が訪れる。内乱平定後はロードレイクに移住して復興に関わるが、オボロのちょっとしたおせっかいもあって別れた妻が復縁を望み、男泣きした。

#### ハ行
以下に列挙する人物については、幻想水滸伝シリーズのキャラクター一覧を参照。
- ビッキー（声 - 大倉彩）

バシュタン
ハウド村の鑑定士。太陽暦402年生まれ（46歳）、ファレナ女王国レインウォール出身。新鋭の画家イワノフ（『I』）の絵を初見で見抜くほど美術眼は高いが、生活のため節を曲げてハウド村の愚にもつかない「芸術品」を鑑定し、サルム・バロウズのご機嫌取り同然に高い値を付けていた。絵画や彫刻などの見せるためだけの芸術品より、壷や皿のように道具として生活の役に立って、かつ芸術性の高いものを好む。
ハスワール
声 - 佐々木瑶子
聖地ルナスを管理する斎主。太陽暦410年生まれ（38歳）、ファレナ女王国ソルファレナ出身。アルシュタートの伯母シャスレワールとマルスカールの従兄弟マルダース・ゴドウィンの娘で、アルシュタートやサイアリーズの従姉妹であると同時に、ギゼル・ゴドウィンの再従姉妹に当たる。堅い役職に似合わぬ気さくな人柄で大の子供好き。自分が可愛いと思った者には誰彼構わず抱きついて大はしゃぎする。また、そうした者に対して「〜ちゃん」と呼ぶ事が多い。主人公やリムスレーアに対しても実の子の様に愛情をもって接している。母親シャスレワールと先代女王ファルズラームの後継者争いにおける血みどろの抗争を知っているため、アルシュタートの即位を機に従姉妹のサイアリーズとともに王位継承権を放棄すると同時に、生涯結婚せず子供も儲けないことを宣言している。先だっての後継者争いでは本来姉のシャスレワールが即位すべきであったと考える者も少なくはなく、アルシュタートではなくハスワールが女王となるべきであったと主張する者もいる。それだけに、ルナスの斎官の一部はハスワール本人の意思に関係無く、主人公たちに平然と無礼な態度に出たり、内乱発生直後にルナスに逃げ込んだことをゴドウィン派に密告したりした。内乱平定後に突然の婚約発表をしたようだが、相手は明かされていない。
イサトやウルダを伴って本拠地に移ってからは、マルーンをはじめとするビーバーに次々と抱きつき、ビーバーの間では恐怖の存在と化している。
ハヅキ
声 - 大原さやか
女性剣士。太陽暦431年生まれ（17歳）、出身地は不明。某国で剣術指南役を務める名門宗家の跡取娘。才能や実力に恵まれ負け知らずだったが、カナカンでベルクートに敗れた事から彼を追い、剣の勝負で雪辱を果たそうとしている。しかし、ベルクートからは「戦う理由が自分には無い」と避けられている。
バベッジ
声 - 二又一成
ファレナが誇る天才科学者。太陽暦397年生まれ（51歳）、ファレナ女王国エストライズ出身。いつも歯車のことを考えており、歯車に人生を捧げていると言っても過言ではない。代表作はロードレイク暴動後に同様の事態を防ぐべく製作を依頼された「回転橋」。5代目「えれべーた」管理人だが、彼の場合は「えれべーた」の製作者でもある従来の管理人とは違い、本拠地にあったシンダル文明の産物である「えれべーた」を修理して機能を回復させただけに過ぎない。話す文章に句読点が一切無いのが特徴的。
ハレス
ハーシュービル軍港の管理事務局に勤務する役人。太陽暦401年生まれ（47歳）、ファレナ女王国ハーシュビル軍港出身。賭け事好きで、文書偽造や横領なども行い、おおよそ役人のイメージとは縁遠いタイプである。そのため規律に厳しいシウスとは相性が悪い。ログの幼馴染であり、文書偽造などの面で逃がし屋の手伝いをしていた時期もある。後に役人仲間と行っていた「内乱で勝つのは王子かゴドウィン家か？」というゴドウィン家にとっては不謹慎極まりない賭けと、王子側に賭けたのを機に実際に王子が勝つ様ログと組んで行った交易品の横流しが発覚してログを頼り本拠地へと逃走。そこで竜馬騎兵の訓練の一種である早駆け競争に目を付け、「競竜」なる賭けの胴元となる。
ビャクレン
セラス湖で古くから暮らしている大蛇。年齢不詳、ファレナ女王国セラス湖出身。雌。言葉は話せないが、人語は理解している模様。セラス湖の急激な水位変動や本拠地に住み着いた人間の行動に激怒して主人公達に襲い掛かるも、ゲンオウもしくはレヴィの説得を受けて和解した。
フェイレン
声 - 中島沙樹
乱稜山で活動する山賊。太陽暦434年生まれ（14歳）、ファレナ女王国レインウォール出身。フェイロンは兄。ロイに淡い恋心を抱いている様子で、リオンにはやや複雑な感情を抱いている。なお、ロイが王子に化けるに際し、フェイレンはリオンに化ける予定だったが、試しに変装したらロイから爆笑されたので怒って止めた。内乱平定後の行方はロイの生死によって異なり、生存している場合はロイを追いかけ、死亡している場合はランに次ぐ史上2人目の女性竜馬騎兵を目指す。
フェイロン
声 - 入江健夫
乱稜山で活動する山賊。太陽暦431年生まれ（17歳）、ファレナ女王国レインウォール出身。フェイレンは妹。親友のロイに付き合って山賊をしているが、本来は心優しい少年である。なお、ロイが王子に化けるに際し、フェイロンはゲオルグに化ける予定だったが、作った衣装が体格に比べて小さすぎて破れたので中止になった。内乱平定後の行方はロイの生死によって異なり、生存している場合はロイを追いかけ、死亡している場合はロイの墓を守っている。
フヨウ
オボロ探偵事務所の事務員。太陽暦417年生まれ（31歳）、ラフトフリート出身。商家の娘で、オボロ探偵事務所の最初の依頼者であった。その際に手際の悪さを指摘して事務所を手伝うようになっており、経理や事務の専門家として事務所に欠かせない存在となっている。また、オボロ達がかつて「幽世の門」の一員であったことを知るもそれを受け入れ、共に居続けるという懐の深さを有しており、精神的安らぎという面でもオボロ達にとっては不可欠な存在。その一方で、オボロ探偵事務所で働く事を親族に反対され、家出して以来ずっと実家に帰っていないという過激な面もある。内乱平定後はナガール教主国へ旅立ったオボロを見送り、オボロ探偵事務所を守りながら帰りを待っている。
フレイル
ラハルが騎乗する水色の竜馬。年齢不詳、ファレナ女王国フェイタス竜馬騎兵団領竜馬の巣出身。高貴な風格を漂わせる。雌。格闘戦が得意で、大きな角を持つ。
フワラフワル
声 - 岸尾大輔
ビーバーロッジの長老。年齢不詳（少なくともオボロよりは年下）、ファレナ女王国ビーバーロッジ出身。父親が長寿という家系で自身もビーバー族の平均寿命30年を既に超えている。人間との関わりを恐れ閉鎖的であったが、閉じこもっていても何ら変わらないことを悟り王子軍に協力している。内乱平定後には過労がたたってか間もなく亡くなっている。
ベゲン
声 - 藤原啓治
ゲイブドワーフ。年齢不詳、ドワーフキャンプ出身。派手な魔法を見たいがためにレヴィについて回っており、研究に使用する封印球を掘り出す役を担っている。内乱平定後は『太陽の紋章』の禍々しい力を目にしたためか魔法に対する興味を失いレヴィの元を離れるが、後に自らの手で「何かスゲーもの」を作りたいという情熱を抱き、ワボンに弟子入りした。
ベルクート
声 - 秋山卓史
カナカンの剣士。太陽暦420年生まれ（28歳）、北の大陸方面の出身。元闘技奴隷で、太陽暦438年ごろに脱走してカナカンに渡っている。ハイア門下で剣術を磨いており、免許皆伝の証である「はやぶさの紋章」を宿している。リムスレーア・ファレナスの闘神祭には闘技奴隷制度の廃止を胸に参加し、決勝まで勝ち進むが、食事に「冥夢の秘薬」を盛られて実力を発揮できないまま敗退している。なお、闘神祭においては超一流の剣士として決勝まで進出しているものの、闘技奴隷時代は弱く無名であった。
ベルナデット・イーガン
声 - 山川琴美
群島諸国連合の軍人で、オベル王国海軍旗艦リノ・エン・クルデスの副長。太陽暦428年生まれ（20歳）、群島諸国出身。オベル王国海軍総督スカルド・イーガンの末娘で、フェリドの妹に当たる。ゆえに主人公やリムスレーア・ファレナスの叔母でもある。もっとも、フェリドはベルナデットが生まれる以前に家を出ているため、ベルナデット本人がその事実を知っているかは言及されていない（ただ、主人公と初対面時には意味深な表情を浮かべていた）。
ノベライズではフェリドについてイーガン家の使用人から話を聞いたことがあり、その事とスカルドの主人公に対する態度から「主人公はもしかしたら身内かもしれない」という思いを抱いている。
ボズ・ウィルド
声 - ゴブリン
バロウズ派の貴族でエストライズの領主。太陽暦406年生まれ（42歳）、ファレナ女王国エストライズ出身。ディルバ・ノウムと並び称される武人であり、「東のボズ」と呼ばれている。剛毅な好漢であるが単純な所があり、自分でも「粗忽者」と自嘲することもある。港町の領主であるがカナヅチであるため水上戦は苦手としているが、その反面陸戦では優れた指揮能力を見せる。妻ドナを大事にする愛妻家で知られるが、自身の髪型（モヒカン風）を変えてくれと言われたのが原因で離婚寸前になった事がある。

#### マ行
マティアス
声 - 北大輔
イザベルに絶対的な忠誠を誓う従者。太陽暦419年生まれ（29歳）、赤月帝国出身。常に冷静沈着だが、イザベルを侮辱した相手に対しては容赦はしない。武器に「イザベル」と名前を付けるという点には、戦士の村出身者の男性に見られる特徴がある（ただし武器はフリックやヒックスとは異なり、剣ではなく矛）。
マリノ
声 - 佐藤利奈
ストームフィストの宿屋で働く看板娘。太陽暦429年生まれ（19歳）、ファレナ女王国ストームフィスト出身。幼い頃に両親を亡くしており、宿屋の夫妻に引き取られている。それ以来明るい性格を活かし、献身的な働き者として宿屋経営を手伝っている。闘神祭に出場するために訪れたベルクートに好意を持ち、それをギゼル・ゴドウィンや彼の意を受けたドルフに利用され、ベルクートに「冥夢の秘薬」を飲ませてしまう。それにより闘神祭後はベルクートへの罪悪感とゴドウィン家への不信感を募らせ、ゴドウィン家を支持する者ばかりのストームフィストに居心地の悪さを感じ、ベルクートを護衛として旅に出ている。
マルーン
声 - 森田ちあき
ビーバー5兄弟の長男（年齢順で1番目）。年齢不詳、ファレナ女王国ビーバーロッジ出身。身に着けている眼鏡はゴーグル。ビーバーロッジの若頭で、内乱平定後はフワラフワルの後を継いで族長になっている。
ミアキス
声 - 折笠富美子
リムスレーア・ファレナス専属の女王騎士。太陽暦426年生まれ（22歳）、ファレナ女王国サウロニクス出身。太陽暦440年のアーメス新王国の大侵攻後に、竜馬騎兵団長のクレイグ・ラーデンにの推挙によって女王騎士に就任している。推挙の理由は彼女が天性の強さを持ちながらも、女性であるが故に竜馬騎兵団の掟によって竜馬騎兵になれず、このままでは才能も将来も閉ざされてしまったから。元竜馬騎兵の父親を持つが、ミアキスの女王騎士就任を機に引退し、夫婦で諸国を旅している（ミアキス自身も所在を知らないらしい）。常にリムスレーアの傍に仕え、護衛というよりは姉妹に近い接し方をしている。とことんマイペースな上にいたずら好き、その人を食ったようなボケに周囲の人間（主にリムスレーア）は振り回されることも多い。
ゴドウィン家による太陽宮襲撃に際してゲオルグがアルシュタートを刺すのを目撃し、「ゲオルグがアルシュタートを裏切って殺した」と誤解してしまう。その後リムスレーアを守って奮戦するも捕われ、以降はリムスレーアの世話役として実質的に軟禁状態となる。リムスレーアが女王に即位すると、女王騎士長となったギゼルから「女王陛下を守るのは夫にして女王騎士長である私の役目」とリムスレーアから遠ざけられ、アレニアの配下としてドラートへ派兵される。「女王騎士でいる事が、リムスレーアとのたった一つの繋がり」と半ば自暴自棄となり、負傷したアレニアを逃がす足止めとして主人公と対峙した。敗北して主人公により説得されると、本拠地でゲオルグと対面した際に「女王殺し」だと暴露し、結果ギゼルの思惑通り主人公陣営に動揺をもたらしてしまった。これに対する償いと、リムスレーアを助けるという決意から主人公の配下となり、リオンやカイル達女王騎士仲間と肩を並べて戦った。リオンが負傷し離脱した際は、彼女に代わり主人公の護衛役として同行した。
ミューラー
声 - 小谷津央典
リンドブルム傭兵旅団ヴィルヘルム支隊副長。太陽暦417年生まれ（31歳）、リンドブルム傭兵旅団出身。大雑把なヴィルヘルムを補佐する副官で、現実主義な毒舌家。働きの悪い部下は罵倒し、滅多に人を誉めないと言われるほど厳しい人物だが、筋は通すため人望はなかなかあるらしい。痩せ型だが身長2メートルの巨漢で、武器の金棒を振り回して戦う。この金棒は、部下に制裁を加える際にも用いる。
部下のリヒャルトに異常なまでに懐かれているが、これは6年ほど前にリヒャルトに虐待を加えていた父親から救い出したことがきっかけとなっている。
ミルーン
声 - 阪井あかね
ビーバー5兄弟の長女（年齢順で2番目）。年齢不詳、ファレナ女王国ビーバーロッジ出身。身に着けている眼鏡はシュノーケル付き水中眼鏡（ただし、彼女のみ普段は首からぶら下げている）。風呂好きで、ヤシュナ村の温泉宿で働いている。ビーバー族の感覚では絶世の美女らしい。間延びした言葉使いが特徴だが、それと相反して戦闘能力は高く、一触即発の状態になっていたフレイルとビャクレンを黙らせるほど。
ムラード
声 - 二又一成
ストームフィストで開業している医師。太陽暦401年生まれ（47歳）、ファレナ女王国ストームフィスト出身。特に薬関係に詳しく、睡眠薬や麻痺薬などの症状を一見して見破るほど。シルヴァとは同じ師匠の下で医術を学んだ間柄で、師匠の口癖である「人の道」を信条としている。なお、ロードレイクの事件後にムラードもロードレイクを訪れようと思ったそうだが、シルヴァが行ったことを知り「医者が必要なのはロードレイクだけではない」と取りやめている。
ムルーン
声 - 佐藤利奈
ビーバー5兄弟の次男（年齢順で3番目）。年齢不詳、ファレナ女王国ビーバーロッジ出身。身に着けている眼鏡は小型の丸眼鏡。ビーバーロッジでも卓越した建築設計技術を持ち、愛用の木槌には定規としての機能を持たせてある。また、ビーバーでは珍しく、人間の文字を読み書きできる。
ミルーンを慕う大変な姉思いで、傍目にはいつも笑顔を浮かべている彼女の微妙な表情の変化に気付くほど。
メルーン
声 - 石毛佐和
ビーバー5兄弟の次女（年齢順で4番目）。年齢不詳、ファレナ女王国ビーバーロッジ出身。身に着けている眼鏡は大型の丸眼鏡。子供らしく陽気で、ビーバーロッジを出て遊び歩いている。「にゅお〜」が口癖で、親しい相手は「〜ちん」と呼ぶ（ランなら「ランちん」、モルーンなら「モルちん」）。
モルーン
声 - 山岸功
ビーバー5兄弟の三男（年齢順で5番目）。年齢不詳、ファレナ女王国ビーバーロッジ出身。身に着けている眼鏡はサングラス。ロードレイクに迷惑がかかることを知りながらヘイトリッド城塞を作る人間も、そんな人間の言いなりになっているビーバー族も許せず、双方を嫌ってビーバーロッジを飛び出している。一般人のイメージするヘヴィメタル風の服装が特徴だが、手に持っているギターは木の板と棒で作っただけのハリボテで、木槌としてしか使えない。その一方、人間嫌いながらムルーンに代筆を頼む事無く人間の文字を読み書きできる。
モルーンをパーティーメンバーに入れた状態で戦闘に入ると、BGMがメタル風の、世界観を無視した独特のものになる。
モンセン
レルカーの防具屋。太陽暦403年生まれ（45歳）、ファレナ女王国レルカー出身。損得抜きでマルスカールの思想に共感していた筋金入りのゴドウィン派で、質の高い防具を取り扱っている事からゴドウィン派からも一目置かれていた（賄賂等の不正行為無しで、注文を受けたなど）。だが、レルカー会戦の最中にゴドウィン派のザハークが行った放火で自らの防具屋を焼かれてしまい、考えに変化が生じている。

#### ヤ行
ヤール
声 - 田中秀樹（『幻想水滸伝V』アートディレクター、公式ブログでは「キング」）
群島諸国連合の軍人。
群島諸国連合艦隊の特務士官。太陽暦416年生まれ（32歳）、群島諸国出身。ネリス直属の上司で、現存するであろう所在不明の紋章砲及びその砲弾を探し出して回収する特別任務に当たっている。仕事熱心とはいえず愚痴を口にするが、端々で優れた能力をのぞかせる。内乱平定後は群島諸国に戻り、武器庫にあった紋章弾を全て破壊して逃亡している。
ユーラム・バロウズ
声 - 浪川大輔
バロウズ家の跡取り息子。太陽暦429年生まれ（19歳）、ファレナ女王国レインウォール出身。初登場時は、貴族のボンボンであり武芸の腕や知略どころか胆力や気概すらもない小悪党であった。その後はバロウズ家が没落した原因を主人公にすり替え、様々な策略を張り巡らすが、大悪に徹するだけの気骨はなく、やりくちがいちいち幼稚なためすべて失敗に終わり、ついにはサルムを殺したサイアリーズから「あんたみたいなクズが当主なら、バロウズ家は放っておいても没落する」と大いに見下された。後にルセリナに諭されて改心すると、一転して冷静な判断力を兼ね備えた好青年に変わり、周囲を驚かせている。
妹のルセリナ以外に姉と兄がいたが、姉は病死しており、兄ヒラム・バロウズはファルズラームとシャスレワールの後継者争いの最中に幽世の門に暗殺されている。それ以来ユーラムの性格が変わったとルセリナは証言しており、オボロは前述の性格の変化も踏まえて「元来ユーラムは優しく真面目な性格であったが、姉と兄を失って塞ぎ込んでしまった母アリスンを励ますために、わざと親離れできないバカ息子を演じ始め、いつしか（その仮面の性格を）本来の性格だと思い込んでしまったのではないか」と推察している。
ギゼルとは同世代かつお互いに大貴族の跡取り息子という境遇から表面上は「ギゼル君」、「ユーラム君」と呼び合う仲だが、本心では学問や剣術、人望などあらゆる面で自分に勝るギゼルに対しコンプレックスを抱いていた。それ故、闘神祭で優勝してリムスレーアとの婚約と未来の女王騎士長の地位を手に入れることで、ギゼルに勝とうと思っていた。また、これとは別にリムスレーアの美しさにも惹かれており、バロウズ邸の自室に彼女の肖像画を飾っていた。
ヨラン
声 - 皆川純子
竜馬騎兵団の見習い。太陽暦436年生まれ（12歳）、ファレナ女王国フェイタス竜馬騎兵団領出身。竜馬が好きだが生来の優しい性格から戦いを好まないため、竜馬の世話係になることを希望している。竜馬を操る竜笛が得意。ハレスが竜馬の訓練を賭けに利用するのに苦言を呈するが、訓練に好影響を及ぼしているため強く言えないらしい。さらに、ニフサーラに女湯に連れ込まれそうになるなど受難には事欠かない。

#### ラ行
以下に列挙する人物については、幻想水滸伝シリーズのキャラクター一覧を参照。
- ローレライ（声 - むたあきこ）

ラニア
竜笛職人。太陽暦420年生まれ（28歳）、ファレナ女王国サウロニクス出身。ラハルの姉で、ラハルとは双子のようにそっくりである。常人には聞けない音を聞くことができ、それを活かして質のいい竜笛を作ると評判である。独特な性格で話に脈絡がなく、ラハルかミアキス以外理解しきれない。また、人や物などに対して「いい音」を感じているかどうかで評価する部分があり、それだけの理由で男湯に入った事も。
ラハル
声 - 遠近孝一
竜馬騎兵団の団長補佐で参謀役。太陽暦421年生まれ（27歳）、ファレナ女王国フェイタス竜馬騎兵団領出身。リューグとは親友で、熱くなりやすいリューグを沈着冷静に諭す役割。相棒はフレイル。姉のラニアとは瓜二つであるため、幼い頃にはしばしば姉と入れ替わっていたこともあり、女装に抵抗がない。内乱平定後はグレイグ・ラーデンから団長を譲られ、掟を見直し、女性の入団を認める、太陽宮駐留支隊を設けるなどの改革を断行している。
ラン
声 - 大浦冬華
ラフトフリートの漁師。太陽暦432年生まれ（16歳）、ラフトフリート出身。ログとキサラの娘で、外見はキサラ似ではあるが、口調や性格はログの影響が大きい。無鉄砲な父に目を光らせているが、結局同レベルの口論になることもしばしば。竜馬に興味を持っており、内乱平定後は女性の入団が認められた竜馬騎兵に志願し、女性最初の竜馬騎兵になっている。
ランス
リューグが騎乗する赤い竜馬。年齢不詳、ファレナ女王国フェイタス竜馬騎兵団領竜馬の巣出身。雄。幼い頃から気性が荒いため誰も乗りこなせなかったが、自分と一昼夜格闘した末に乗りこなしたリューグを、乗り手として認めた。今でも、リューグがいない時に他人に触れられるのを極端に嫌がるが、ミアキスだけは別。泳ぎが得意。
リヒャルト
声 - 折笠愛
リンドブルム傭兵旅団ヴィルヘルム支隊隊員。太陽暦431年生まれ（17歳）、リンドブルム傭兵旅団出身。ヴィルヘルム隊の突撃隊長で、「剣王」と称される凄腕の剣士。幼少時に剣の達人だが異常者だった父に、剣の訓練と偽って虐待を受けていた。ある時、行き掛かりの喧嘩でミューラーが父を殺害したのを機に、異常なまでにミューラーに懐くようになった。ミューラーの進言によりリムスレーア・ファレナスの闘神祭に参加するが、1回戦で睡眠薬を盛られて敗退している。内乱平定後は、旅団本部から独立を打診されるが固辞、ミューラーを追いかけ続けた。
ミューラーに懐いてはいるが、闘神際1回戦で敗れたのに対してミューラーから「滝に打たれて修行して来い」と言われた際には実際に滝つぼへ行くも、「冷たいのは嫌」という理由で滝の水に打たれる修行はしないという、わがままな点もある（この点はミューラーも理解している）。
リューグ
声 - 北大輔
竜馬騎兵団の切り込み隊長。太陽暦422年生まれ（26歳）、ファレナ女王国フェイタス竜馬騎兵団領出身。直情的で熱血漢。ゴルディアス竜馬騎兵見習い達から兄貴分として慕われている。相棒はランス。内乱平定後は改革の一環として新設された太陽宮駐留支隊の隊長に就任している。
リンファ
女性ギャンブラー。太陽暦426年生まれ（22歳）、出身地は不明。3度の飯より博打が好きと公言しているが、あまり強くなくイカサマも多用している。それでも借金はかさんでいき、イカサマ賭博で稼いで返済したり、色仕掛けで踏み倒したりしている（ただし根っからの悪人ではなく、踏み倒した額は特別多くはない）。ニフサーラと同じく美少年好きだが、本音を前面に出す彼女とは対照的に、普段は自分を飾った言動をしながら、相手がそっけない態度を取ると舌打ちするなど、時折暗黒面を見せる。
ルウ
声 - むたあきこ
バベッジ工房に通う無鉄砲娘。太陽暦434年生まれ（14歳）、ファレナ女王国エストライズ出身。愛用のリボルバー式の連発クロスボウは、バベッジの発明品でソレンセンが組み立てたもの。
ルセリナ・バロウズ
声 - 佐藤利奈
ユーラムの妹でバロウズ家の令嬢。太陽暦430年生まれ（18歳）、ファレナ女王国レインウォール出身。可憐な容姿に加え事務能力にも優れ、年若い身でありながら仕事はすでに役人以上であるという。父や兄とは違い誠実だが、潔癖すぎる側面もある。以前から父や兄には閉口気味であり、主人公とバロウズ家が決別した折に家を捨てて同行している。
芸術を愛するが芸術センスの無いサルムの娘であるが故に、芸術の良し悪しが分からないという弱点を抱えている。
レヴィ
声 - 池田勝
紋章魔法研究家の第一人者。年齢、出身地ともに不詳。研究家としてゼラセやジーンに尋常ではない興味を持っている。魔力も研究手腕も抜群だが、根っからの学者肌なので「魔法使い」と呼ばれるのを嫌う。研究の成果なのか、自身の持っている蛇の形をした杖と話すことができる。
レーヴン
声 - 入江健夫
「闇夜のカラス」と呼ばれる怪盗。太陽暦419年生まれ（29歳）、出身地は不明。テンションもプライドも高い。貴族に獲物を限定し、金品と一緒に家系図を盗む奇癖を持つ。左手に宿した「カラスの紋章」により暗い室内では完全に姿を消すことができ、これが通り名の由縁である。以前ある貴族の依頼を受けたオボロに捕まり、依頼主に引き渡されたがすぐに脱走。脱走に成功したのは、依頼主が報酬の出し渋ったことへの報復として、オボロが「カラスの紋章」のことを依頼主に教えなかったためである。なお、それ以来オボロを宿敵と見なしており、内乱平定後にオボロがナガール教主国に旅立つと盗賊業を休業し、オボロ探偵事務所の仕事を勝手に手伝っている。
レツオウ
凄腕料理人。太陽暦415年生まれ（33歳）、出身地は不明。得意料理は魚料理全般で、師匠の料理「仙魚の活き作り」の謎を解くため、娘のシュンミンとともに放浪している。内乱平定後に師匠の料理を解き、禁断の技として封印しようとするが、ジンカイと出会い「黒竜料理会」を結成。後にシュンミンとその恋人ハイ・ヨー（『II』）と対立し、シュンミンが盗んだ「蒼月鳥のレシピ」を託されたハイ・ヨーを追ってデュナン湖周辺を訪れている。
レレイ
声 - 中島沙樹
アゲイト監獄の女性看守。太陽暦429年生まれ（19歳）、ファレナ女王国出身。同じ女性ということで収監されたルクレティアの身辺の世話を任されており、最初に心酔した看守である。その後はルクレティアから兵学の教えを受けており、ルクレティアが王子軍によって救出された際に同行している。
ロイ
声 - 皆川純子
乱稜山をアジトに活動する山賊。太陽暦432年生まれ（16歳）、ファレナ女王国レインウォール出身。かつらを着けると主人公そっくりで、ユーラム・バロウズの手引きにより、主人公の姿に化けてセーブル一帯で山賊行為を行っていた。貧民街の生まれで王侯貴族を妬むなど屈折した面があり、主人公本人と対峙してなお悪びれた態度をとっていたが、激怒したリオンに一喝され、以降はやや行動を改ためて主人公の影武者となっている。影武者になって以来戦場ではアレニアを騙すなど活躍を見せるが、本拠地で禁止されているのにもかかわらず主人公に変装してイタズラをすることもあり、ミアキスやモルーンなどを見事に騙している。だが、一喝された件以降想いを寄せるリオンにだけは全く通じない。内乱平定後は演じる事の快感に目覚め、役者を志望して北の大陸に渡り厳しい下積みを経て花形になるが、本編中の選択肢によっては主人公の影武者としてキルデリクとの一騎討ちに臨み、死亡する。
ログ
声 - 池田勝
ラフトフリートの漁師。太陽暦409年生まれ（39歳）、ラフトフリート出身。何でも屋で、ブローカーや逃がし屋など法に触れる事にも携わった過去がある。粗忽な小悪党だが悪人ではなく、愛嬌があり憎めない。どうやってキサラの心を射止めたかは明かされておらず、ラフトフリートの七不思議の1つに数えられているという。

#### ワ行
ワシール
声 - 山岸功
レルカーの中央の中州の顔役。太陽暦411年生まれ（37歳）、ファレナ女王国レルカー出身。仲が悪い東西の中州の間を取り持つ苦労人。ゴドウィン派・バロウズ派いずれにも組せず、敢えていえば女王派というべき位置づけで、生前はロヴェレ卿とも親交があったらしい。アルシュタートとフェリドの結婚によって群島諸国出身の女性に興味を抱いており、ベルナデットのことが気になっている模様。
ワボン
声 - 池田勝
ケイブドワーフ。年齢不詳、ドワーフキャンプ出身。口は悪いが人生経験豊富な年長者だけあってドワーフキャンプのまとめ役となっている。また、人間を含む多種族への差別意識も無く、友好的かつ懐の深い人物。「トロッコの神様」と呼ばれるほどトロッコに並々ならぬ情熱を燃やしており、ファレナ女王国の地下を縦横無尽に走るトロッコは彼の作品である。ゴドウィン家が送り込んだ幽世の門の暗殺者によってケイブドワーフが殺されるという事件が起こり、それを主人公達が解決してくれたのを受けて主人公にドワーフキャンプ総出で協力する事を決めた。

### 宿星外

#### パーティーメンバー
ドレミの精
コルネリオが引き連れている精霊。本来は世界の音を司る精霊で、人間に従う存在ではないが、コルネリオの「ドレミの紋章」の力には逆らえず、彼の率いる「ドレミの精管弦楽団」に加わる事に。劇中で登場するのは「レミファ」、「ミファソ」、「ファソラ」、「ソラシ」、「ラシド」。

#### ゴドウィン派
キルデリク
声 - 諏訪部順一
暗殺組織「幽世の門」の幹部。太陽暦422年生まれ（26歳）、出身地は不明。闘技奴隷と偽ってギゼル・ゴドウィンの代理人として闘神祭に出場している。闘神祭では優勝しているが、有力視されたユーラム・バロウズの代理人ゼガイは無実の罪で拘束され、決勝を戦ったベルクートは「冥夢の秘薬」により朦朧とした状態であったため実力のほどは不明。とはいえ「幽世の門」の中ではトップレベルで、血を見ることを好む残忍な男である。後にギゼルによって女王騎士に任命されるが女王騎士らしい振る舞いは見られず、民を見せしめに殺すなど自らの欲望のままに行動している。その結果虐殺を行ったドラートを中心に自身やゴドウィン派に対する反感を生み出してしまい、最期にはストームフィスト攻防戦の最中、闘技場での一騎討ちに敗れて死亡した。
ドルフ
声 - 古島清孝
「幽世の門」の構成員。太陽暦428年生まれ（20歳）、出身地は不明。かつては「ミカフツ」と名乗っていた。ナイフによる戦闘を好み脅威的な戦闘力を持つ。マルスカールの妻ロザリンドを暗殺した当事者であるが、それにも拘らず自分を拾ったマルスカールに対して深い恩義を感じ、絶対服従を誓っている（ただしこれを、「自分に人殺しを続けさせる事が、自分に対する復讐」と考えてもいた）。ゴドウィン家に仕えてから、その恩に応えようと「烈身の秘薬」をはじめとする様々な薬物を幾度も投与した結果、その影響で痛覚が消失、さらに出血しない上致命傷を受けても死なない本人いわく「既に半分死んでいる」肉体を手に入れた。異常なまでに無表情で、感情的になることはなく、顔色一つ変えずに非道な事をこなすまさに「幽世の門」の暗殺者の典型的存在。
リオンに対しては彼女が「ミスマル」と呼ばれていた頃からその才能を高く評価しており、彼女が「幽世の門」を離れてから温かい環境で育った事に対して「力や才能が鈍っている」と言い放った。その後も彼女を仲間に誘ったり、戦闘中に優先して狙うなど執着的な行動を行った。
彼の最期はリオンに止めを刺そうとしたが、王子の「黎明の紋章」の力によって光の中に消えていった。
なお、テイラーの記事の中で「ミカフツ」という名前から「幽世の門」総帥タケフツと何らかの関係があるのではと取り上げられているが、真相は謎である。
ザハーク
声 - 若林亮
ファレナ女王騎士の1人。太陽暦419年生まれ（29歳）、ファレナ女王国ストームフィスト出身。太陽暦440年のアーメス新王国の大侵攻以前からの古参の女王騎士。ゴドウィン家の遠縁の貴族で、マルスカールに優れた剣術の才を見出されて女王騎士に推挙される。剣の腕はゲオルグ・フェリドに次ぐ実力者。性格は冷酷非情であり、目的のためには一般人の犠牲も辞さぬ悪辣さを持ち合わせる。
アレニア
声 - 大浦冬華
ファレナ女王騎士の1人。太陽暦424年生まれ（24歳）、ファレナ女王国ソルファレナ出身。父親も女王騎士で彼から剣術の教えを受けるが、太陽暦440年のアーメス新王国の大侵攻で命を落としており、それ以来「父は弱かったから戦死した」と公言し決別する。そして、富国強兵を訴えるゴドウィン家の思想に心酔し、ゴドウィン家のやり方が正しいと主張するようになる。無能ではないが精神的な余裕がなく、任務に私情を交えたり激情に走ってしまう傾向があり失策を重ねる。
ディルバ・ノウム
声 - 二又一成
ゴドウィン派の貴族で将軍。太陽暦406年生まれ（42歳）、ファレナ女王国ストームフィスト出身。ボズ・ウィルドと並び称される武人であり、「西のディルバ」と呼ばれている。かつてアーメス大侵攻の際、義憤のあまりルクレティアの策をも逸脱するほどに独走して孤立したが、マルスカールに助けられた事で恩義を感じ、それ以来マルスカールに忠義を尽くしている。
バフラム・ルーガー
声 - 山岸功
ファレナ女王国水軍提督。太陽暦397年生まれ（51歳）、ファレナ女王国ソルファレナ出身。国家に忠実で、ゴドウィンの思想の方がファレナの国益になると判断してゴドウィン派に参加している。そのためディルバとは違い、ゴドウィン家には大して忠実ではない。有能かつ厳格で冷静な名将だが柔軟性に欠ける部分がある。元上官で師でもあるラージャに対しては未だに尊敬の念を抱いているものの、ゴドウィンの富国強兵論を信ずるゆえに刃を交える。貴族の家に生まれた関係で、若い頃は平民出身のラージャが上官であることに抵抗を感じていた時期もあった。
ノベライズではマルスカールやマルダースとは幼い頃からの親友で、マルスカールのために忠義を尽くして戦う戦友ディルバとは別の意味でゴドウィン家と深い繋がりを有している事が描かれている。

#### バロウズ家・バロウズ派
サルム・バロウズ
声 - 依田英助
ユーラム・バロウズの父親で、強欲な貴族。太陽暦384年生まれ（64歳）、ファレナ女王国レインウォール出身。レインウォールを中心とした女王国東部に領地を持ち、元老院ではマルスカール・ゴドウィンの政敵である。自らの利権を重視しており、表向きは国益を重視するゴドウィン派に対抗する政治的思想を装っている。性格的にも厳格なマルスカールとは正反対で、策謀を好むが意識的に道化を演じている場面もある。アーメス新王国と通じていたこと、ロードレイク暴動のどさくさに紛れて『黎明の紋章』を盗んでいたことが相次いで発覚してボズやダインなどバロウズ派の面々から信用を失い没落。孤立無援の状況下でレインウォールにゴドウィン派の軍勢が迫るや降伏し、長年の政敵マルスカールに屈した。最期はレインウォール占領部隊の引き揚げを伝えに来たサイアリーズの言葉にユーラム共々安堵するが、その直後「私があんたを許すと思ったのかい?」と言う彼女の「黄昏の紋章」の力によって命を落としている。
アリスン・バロウズ
サルム・バロウズの妻で、彼との間に2男2女を儲けるが長女は病で他界し、長男ヒラムもファルズラームとシャスレワールの次期女王位をめぐる内紛で暗殺されたことから心を病み、現在では自室に引きこもったままである。しかし、ユーラムの改心後は彼女も立ち直ったのか、内乱終結後はユーラムやルセリナと共にファレナの再建に尽力した。
ドナ・ウィルド
ボズ・ウィルドの妻で、彼との間にしっかり者の長男キースと引っ込み思案な次男カーツを儲ける。領地経営の腕は一流で、ボズ不在時にはエストライズのまとめ役を務め、シュラ率いるアーメス西海兵団が港に陣取った時も、勝手に手は出さないよう配下の将兵や町の男たちに注意していた。
ソリス・ラウルベル
セーブルの領主で祖父の代に貴族入りしたばかりの新参。太陽暦400年生まれ（48歳）、ファレナ女王国セーブル出身。ダインとは主従関係にある。低姿勢な上苦労を重ねてきたこともあり、親しみやすい人柄と真面目さが民衆には好評のようだ。しかし、その真面目さ故か頑なな側面もあり、ゴドウィン派の要請に応じてアーメス南岳兵団が攻め込んだ時には頑なに1人セーブルに残ろうとしている。
サリーシャ・ラウルベル
ソリス・ラウルベルとその妻メリッサとの間に生まれた娘。両親とは対照的に活発な性格で、ダインへの態度も積極的。

#### その他
以下に列挙する人物については、幻想水滸伝シリーズのキャラクター一覧を参照。
- レックナート（声 - 大原さやか）

マハ・スパルナ
声 - 岡田和子
アーメス新王国軍南岳兵団を指揮する南岳神将。太陽暦407年生まれ（41歳）、アーメス新王国出身。ダルジャ族の有力貴族で、軍人というより政治屋的な一面も見せている。ゴドウィンの要請に応じたダルジャ族の部族長たちの命を受け、ファレナに遠征する。利益に執着する機会主義者で、ゴドウィンからの報酬（バロウズの領地）だけでは飽き足りず、ファレナ侵攻も視野に入れる。
ジダン・ギュイス
声 - 池田勝
アーメス南岳兵団の武将でマハの部下。太陽暦410年（38歳）、アーメス新王国出身。金と自らの出世を至上とする俗人。欲得絡みであれば相当の勇猛さを見せるが、武将としての見識と能力は低い。しかし、ナクラから「豚野郎」と呼ばれる程の肥満体ながら、愛用の戦斧を用いての戦闘能力は高い。最期はマハが逃げるための捨て駒とされ、その衝撃から興奮しダインからの降伏勧告を受け入れず、「主人公達を殺せば俺が南岳神将だ」と戦いを挑み、戦死した。
スカルド・イーガン
声 - 諏訪部順一
オベル王国海軍総督で、群島諸国連合艦隊旗艦リノ・エン・クルデスの提督も務める。太陽暦387年生まれ（61歳）、群島諸国出身。群島諸国では「群島の守護神」と称えられ、海賊からは「海の魔王」と恐れられている。フェリドやベルナデットの父で、主人公やリムスレーアの祖父に当たる。破天荒で豪胆な性格で、それは子供たちにもしっかりと受け継がれている。
ネリスやヤールと同じく紋章砲を危険な兵器と考えていたのか、内乱平定後に2人が武器庫の紋章弾を破壊して逃亡した後は早々に犯人捜索を打ち切った。

## 漫画
- 幻想水滸伝V - 黎明の城（全4巻）（柘植ミズキ著、エンターブレイン出版）

## 小説
- 幻想水滸伝5（堀慎二郎著、メディアワークス出版）
  - 1巻 - 2006年9月発売。 ISBN 4840235716
  - 2巻 - 2006年10月発売。 ISBN 4840236542
  - 3巻 - 2006年12月発売。 ISBN 4840237077

## 他作品での出演など
pop'n music 13 カーニバル （PlayStation 2版）
隠し曲の1つとして、猫叉Masterによる「女王騎士」のリミックス（ジャンル名「幻想水滸伝V」）が収録され、主人公（名前の表示は「Prince of Falena」）が担当キャラクターとして出演、使用することもできる。
pop'n music 18 せんごく列伝 （アーケード版）
デフォルト曲として、PS2版『カーニバル』より前述の曲とキャラクターが移植されている。移植の際に曲が一部短縮された。

beatmania IIDX 11 IIDX RED （PlayStation 2版）
新曲として、猫叉Masterによる「水上の提督（Short mix from “幻想水滸伝V”）」のリミックスが収録されている。
beatmania IIDX 17 SIRIUS （アーケード版）
隠しフォルダ曲として、PS2版『IIDX RED』より前述の曲が移植されている。